# Naturschutzgebiet Frielicker Holz
Das Naturschutzgebiet Frielicker Holz ist das größte Naturschutzgebiet in der kreisfreien Stadt Hamm in Nordrhein-Westfalen.
Das etwa 150 ha große Gebiet, das im Jahr 2004 unter Naturschutz gestellt wurde, erstreckt sich nördlich der Kernstadt Hamm. Westlich verläuft die B 63 und nördlich die Landesstraße L 671.
Die Unterschutzstellung erfolgt zur
- Erhaltung und Entwicklung der Wälder mit ihrer typischen Fauna und Flora in ihren verschiedenen Entwicklungsstufen/Altersphasen und in ihrer standörtlichen typischen Variationsbreite, inklusive ihrer Vorwälder, Gebüsch- und Staudenfluren durch naturnahe Waldbewirtschaftung unter Ausrichtung auf die natürliche Waldgesellschaft einschließlich ihrer Nebenbaumarten sowie auf alters- und strukturdiverse Bestände und Förderung der Naturverjüngung aus Arten der natürlichen Waldgesellschaft
- Erhaltung und Förderung eines dauerhaften und ausreichenden Anteils von Alt- und Totholz, insbesondere von Höhlen- und Altbäumen als Lebensraum für den Schwarzspecht und Mittelspecht, verschiedene Fledermausarten u. a. Höhlenbrüter
- Erhaltung/Entwicklung der lebensraumtypischen Grundwasser- und/oder Überflutungsverhältnisse
- Schaffung ausreichend großer Pufferzonen zur Vermeidung bzw. Minimierung von Nährstoffeinträgen.